# Gran Premio di superbike del Nürburgring 1999
Il Gran Premio di Superbike del Nürburgring 1999 è stato la sesta prova su tredici del campionato mondiale Superbike 1999, disputato il 13 giugno sul Nürburgring, ha visto la vittoria di Carl Fogarty in gara 1, mentre la gara 2 è stata vinta da Troy Corser.
La vittoria nella gara valevole per il campionato mondiale Supersport è stata invece ottenuta da Piergiorgio Bontempi. La gara del campionato Europeo della classe Superstock viene vinta da Daniel Oliver Bultó.
Dopo questa edizione, il campionato mondiale Superbike non viene più ospitato su questo circuito per le successive otto edizioni del campionato, per rientrarvi nell'edizione del 2008.

## Risultati

### Gara 1

#### Arrivati al traguardo[2]
| Pos. | Nº  | Pilota               | Squadra              | Motocicletta | Giri | Tempo     | Griglia | Punti |
| ---- | --- | -------------------- | -------------------- | ------------ | ---- | --------- | ------- | ----- |
| 1º   | 1   | Carl Fogarty         | Ducati Performance   | Ducati       | 21   | 35:12.037 | 1º      | 25    |
| 2º   | 111 | Aaron Slight         | Castrol Honda        | Honda        | 21   | +0:07.262 | 3º      | 20    |
| 3º   | 11  | Troy Corser          | Ducati Performance   | Ducati       | 21   | +0:30.178 | 5º      | 16    |
| 4º   | 6   | Gregorio Lavilla     | Kawasaki Racing      | Kawasaki     | 21   | +0:35.116 | 8º      | 13    |
| 5º   | 9   | Peter Goddard        | Aprilia Rac.De Cecco | Aprilia      | 21   | +0:36.359 | 10º     | 11    |
| 6º   | 21  | Katsuaki Fujiwara    | Suzuki Alstare F.S.  | Suzuki       | 21   | +0:37.463 | 11º     | 10    |
| 7º   | 22  | Vittoriano Guareschi | Yamaha WSBK          | Yamaha       | 21   | +0:48.594 | 14º     | 9     |
| 8º   | 16  | Andreas Meklau       | Ducati Deut. Remus   | Ducati       | 21   | +0:59.878 | 13º     | 8     |
| 9º   | 72  | Christer Lindholm    | Yamaha Deutschland   | Yamaha       | 21   | +1:11.069 | 17º     | 7     |
| 10º  | 63  | Jochen Schmid        | Green Kawasaki D.    | Kawasaki     | 21   | +1:11.374 | 15º     | 6     |
| 11º  | 19  | Lucio Pedercini      | Pedercini            | Ducati       | 21   | +1:11.759 | 16º     | 5     |
| 12º  | 39  | Alessandro Gramigni  | Valli Moto           | Yamaha       | 21   | +1:24.325 | 18º     | 4     |
| 13º  | 70  | Giovanni Bussei      | Alpha Technik Suzuki | Suzuki       | 21   | +1:28.715 | 21º     | 3     |
| 14º  | 66  | Jonnie Ekerold       | Green Kawasaki D.    | Kawasaki     | 21   | +1:31.515 | 25º     | 2     |
| 15º  | 27  | Frédéric Protat      | Ducati France FP R.  | Ducati       | 21   | +1:32.908 | 22º     | 1     |
| 16º  | 38  | Lance Isaacs         | Ducati NCR           | Ducati       | 21   | +1:34.715 | 27º     |       |
| 17º  | 55  | Mauro Lucchiari      | Gattolone Racing     | Yamaha       | 21   | +1:35.448 | 19º     |       |
| 18º  | 26  | Jean Pierre Jeandat  | White Endurance      | Honda        | 21   | +1:44.971 | 20º     |       |
| 19º  | 71  | Brian Morrison       | Alpha Technik Yamaha | Yamaha       | 20   | +1 giro   | 26º     |       |
| 20º  | 24  | Vladimír Karban      | Karban Racing        | Suzuki       | 20   | +1 giro   | 28º     |       |

#### Ritirati
| Nº | Pilota              | Squadra              | Motocicletta | Giri | Griglia |
| -- | ------------------- | -------------------- | ------------ | ---- | ------- |
| 5  | Colin Edwards       | Castrol Honda        | Honda        | 12   | 2º      |
| 65 | Michael Schulten    | Yacco Schafer Motor. | Suzuki       | 11   | 24º     |
| 7  | Pierfrancesco Chili | Suzuki Alstare F.S.  | Suzuki       | 9    | 4º      |
| 33 | Robert Ulm          | Kawa Bertocchi Gerin | Kawasaki     | 9    | 9º      |
| 73 | Lothar Kraus        | L. Kraus             | Kawasaki     | 9    | 30º     |
| 40 | Giuliano Sartoni    | Ducati NCR           | Ducati       | 9    | 31º     |
| 41 | Noriyuki Haga       | Yamaha WSBK          | Yamaha       | 5    | 7º      |
| 4  | Akira Yanagawa      | Kawasaki Racing      | Kawasaki     | 4    | 6º      |
| 64 | Kirk McCarthy       | Suzuki Marushin Pow. | Suzuki       | 4    | 23º     |
| 15 | Igor Jerman         | Kawasaki Bertocchi   | Kawasaki     | 3    | 12º     |
| 18 | Carlos Macias       | Capill France Racing | Ducati       | 3    | 29º     |

### Gara 2

#### Arrivati al traguardo[3]
| Pos. | Nº  | Pilota               | Squadra              | Motocicletta | Giri | Tempo     | Griglia | Punti |
| ---- | --- | -------------------- | -------------------- | ------------ | ---- | --------- | ------- | ----- |
| 1º   | 11  | Troy Corser          | Ducati Performance   | Ducati       | 21   | 35:06.897 | 5º      | 25    |
| 2º   | 111 | Aaron Slight         | Castrol Honda        | Honda        | 21   | +0:00.113 | 3º      | 20    |
| 3º   | 4   | Akira Yanagawa       | Kawasaki Racing      | Kawasaki     | 21   | +0:01.087 | 6º      | 16    |
| 4º   | 5   | Colin Edwards        | Castrol Honda        | Honda        | 21   | +0:12.862 | 2º      | 13    |
| 5º   | 7   | Pierfrancesco Chili  | Suzuki Alstare F.S.  | Suzuki       | 21   | +0:12.962 | 4º      | 11    |
| 6º   | 41  | Noriyuki Haga        | Yamaha WSBK          | Yamaha       | 21   | +0:15.037 | 7º      | 10    |
| 7º   | 21  | Katsuaki Fujiwara    | Suzuki Alstare F.S.  | Suzuki       | 21   | +0:24.298 | 11º     | 9     |
| 8º   | 9   | Peter Goddard        | Aprilia Rac.De Cecco | Aprilia      | 21   | +0:25.911 | 10º     | 8     |
| 9º   | 22  | Vittoriano Guareschi | Yamaha WSBK          | Yamaha       | 21   | +0:37.931 | 14º     | 7     |
| 10º  | 16  | Andreas Meklau       | Ducati Deut. Remus   | Ducati       | 21   | +0:38.171 | 13º     | 6     |
| 11º  | 33  | Robert Ulm           | Kawa Bertocchi Gerin | Kawasaki     | 21   | +0:47.636 | 9º      | 5     |
| 12º  | 15  | Igor Jerman          | Kawasaki Bertocchi   | Kawasaki     | 21   | +0:48.991 | 12º     | 4     |
| 13º  | 19  | Lucio Pedercini      | Pedercini            | Ducati       | 21   | +1:00.178 | 16º     | 3     |
| 14º  | 72  | Christer Lindholm    | Yamaha Deutschland   | Yamaha       | 21   | +1:02.361 | 17º     | 2     |
| 15º  | 1   | Carl Fogarty         | Ducati Performance   | Ducati       | 21   | +1:07.467 | 1º      | 1     |
| 16º  | 63  | Jochen Schmid        | Green Kawasaki D.    | Kawasaki     | 21   | +1:07.650 | 15º     |       |
| 17º  | 39  | Alessandro Gramigni  | Valli Moto           | Yamaha       | 21   | +1:19.589 | 18º     |       |
| 18º  | 55  | Mauro Lucchiari      | Gattolone Racing     | Yamaha       | 21   | +1:20.250 | 19º     |       |
| 19º  | 27  | Frédéric Protat      | Ducati France FP R.  | Ducati       | 21   | +1:29.813 | 22º     |       |
| 20º  | 64  | Kirk McCarthy        | Suzuki Marushin Pow. | Suzuki       | 21   | +1:31.055 | 23º     |       |
| 21º  | 38  | Lance Isaacs         | Ducati NCR           | Ducati       | 20   | +1 giro   | 27º     |       |
| 22º  | 70  | Giovanni Bussei      | Alpha Technik Suzuki | Suzuki       | 20   | +1 giro   | 21º     |       |
| 23º  | 24  | Vladimír Karban      | Karban Racing        | Suzuki       | 20   | +1 giro   | 28º     |       |
| 24º  | 18  | Carlos Macias        | Capill France Racing | Ducati       | 20   | +1 giro   | 29º     |       |
| 25º  | 40  | Giuliano Sartoni     | Ducati NCR           | Ducati       | 19   | +2 giri   | 31º     |       |

#### Ritirati
| Nº | Pilota              | Squadra              | Motocicletta | Giri | Griglia |
| -- | ------------------- | -------------------- | ------------ | ---- | ------- |
| 26 | Jean Pierre Jeandat | White Endurance      | Honda        | 17   | 20º     |
| 65 | Michael Schulten    | Yacco Schafer Motor. | Suzuki       | 16   | 24º     |
| 66 | Jonnie Ekerold      | Green Kawasaki D.    | Kawasaki     | 8    | 25º     |
| 71 | Brian Morrison      | Alpha Technik Yamaha | Yamaha       | 6    | 26º     |
| 6  | Gregorio Lavilla    | Kawasaki Racing      | Kawasaki     | 4    | 8º      |

### Supersport

#### Arrivati al traguardo
| Pos. | Nº | Pilota                | Squadra              | Motocicletta | Giri | Tempo     | Punti |
| ---- | -- | --------------------- | -------------------- | ------------ | ---- | --------- | ----- |
| 1º   | 7  | Piergiorgio Bontempi  | Yamaha Belgarda      | Yamaha       | 21   | 37'40.271 | 25    |
| 2º   | 1  | Fabrizio Pirovano     | Suzuki Alstare F.S.  | Suzuki       | 21   | +9.782    | 20    |
| 3º   | 25 | William Costes        | Elf Honda France     | Honda        | 21   | +11.715   | 16    |
| 4º   | 22 | Christian Kellner     | Yamaha Deutschland   | Yamaha       | 21   | +24.420   | 13    |
| 5º   | 35 | Christophe Cogan      | BKM Racing           | Yamaha       | 21   | +24.834   | 11    |
| 6º   | 19 | Walter Tortoroglio    | Gi Motor Sport       | Suzuki       | 21   | +25.820   | 10    |
| 7º   | 30 | Giuseppe Fiorillo     | Monza Corse          | Suzuki       | 21   | +39.564   | 9     |
| 8º   | 3  | Stéphane Chambon      | Suzuki Alstare F.S.  | Suzuki       | 21   | +42.234   | 8     |
| 9º   | 72 | Stefan Scheschowitsch | Frankovics Suzuki    | Suzuki       | 21   | +44.051   | 7     |
| 10º  | 12 | Iain MacPherson       | Kawasaki Racing      | Kawasaki     | 21   | +56.768   | 6     |
| 11º  | 24 | Francesco Monaco      | X Racing             | Ducati       | 21   | +1'19.191 | 5     |
| 12º  | 71 | Markus Barth          | Alpha Technik Suzuki | Suzuki       | 21   | +1'29.794 | 4     |
| 13º  | 52 | James Toseland        | Castrol Honda        | Honda        | 21   | +1'30.428 | 3     |
| 14º  | 8  | Wilco Zeelenberg      | Dee Cee Jeans Yamaha | Yamaha       | 21   | +1'46.059 | 2     |
| 15º  | 37 | Marco Borciani        | Rumi                 | Honda        | 19   | +2 giri   | 1     |
| 16º  | 16 | Sébastien Charpentier | Elf Honda France     | Honda        | 19   | +2 giri   |       |
| 17º  | 42 | David Checa           | Yes Ducati NCR       | Ducati       | 19   | +2 giri   |       |
| 18º  | 70 | Jürgen Oelschläger    | Alpha Technik Suzuki | Suzuki       | 19   | +2 giri   |       |
| 19º  | 89 | Rico Penzkofer        | BKM Racing           | Yamaha       | 19   | +2 giri   |       |
| 20º  | 32 | David de Gea          | Ten Kate Arbizu      | Honda        | 19   | +2 giri   |       |

#### Ritirati
| Nº | Pilota               | Squadra              | Motocicletta | Giri |
| -- | -------------------- | -------------------- | ------------ | ---- |
| 27 | Roberto Panichi      | Bimota Exp. D.N.R.   | Bimota       | 20   |
| 18 | Camillo Mariottini   | Kawasaki Team Italia | Kawasaki     | 15   |
| 21 | Jörg Teuchert        | Yamaha Deutschland   | Yamaha       | 10   |
| 43 | Norino Brignola      | Bimota Exp. D.N.R.   | Bimota       | 8    |
| 23 | Rubén Xaus           | Dee Cee Jeans Yamaha | Yamaha       | 5    |
| 17 | Pere Riba            | Castrol Honda        | Honda        | 5    |
| 4  | Paolo Casoli         | Ducati Performance   | Ducati       | 4    |
| 31 | Vittorio Iannuzzo    | Lorenzini by Leoni   | Yamaha       | 4    |
| 39 | David Muscat         | Ducati France Racing | Ducati       | 3    |
| 5  | Massimo Meregalli    | Yamaha Belgarda      | Yamaha       | 2    |
| 6  | Cristiano Migliorati | Endoug Metalsistem   | Suzuki       | 2    |
| 34 | Yves Briguet         | Endoug Metalsistem   | Suzuki       | 1    |
| 20 | Werner Daemen        | Yamaha Belgium       | Yamaha       | 1    |
| 73 | Thomas Körner        | Suzuki Motothek      | Suzuki       | 1    |

### Superstock
Fonte:  NÜRBURGRING - June 11-12-13, 1999 SUPERSTOCK EUROPEAN CHAMPIONSHIP 1999, su sbk.perugiatiming.com (archiviato dall'url originale il 10 aprile 2014).
Karl Harris, Benny Jerzenbeck e Daniel Oliver Bultó ottennero rispettivamente 5, 3 e 1 punti suppletivi, in quanto primo, secondo e terzo nelle prove di qualificazione.

#### Arrivati al traguardo
| Pos. | Nº | Pilota              | Squadra              | Motocicletta     | Giri | Tempo     | Punti gara | Punti qualifica |
| ---- | -- | ------------------- | -------------------- | ---------------- | ---- | --------- | ---------- | --------------- |
| 1º   | 25 | Daniel Oliver Bultó | Aprilia Desmo Racing | Aprilia RSV 1000 | 11   | 20'05.451 | 25         | 1               |
| 2º   | 16 | Karl Harris         | GR Motosport         | Suzuki GSX 750 R | 11   | +2.393    | 20         | 5               |
| 3º   | 3  | Paul Notman         | Speedline Nrg        | Yamaha YZF R1    | 11   | +3.281    | 16         |                 |
| 4º   | 11 | Dario Tosolini      | Ettore Tosolini      | Yamaha YZF R1    | 11   | +10.886   | 13         |                 |
| 5º   | 21 | Katja Poensgen      | S.Schmidt Motosport  | Suzuki GSX 750 R | 11   | +16.251   | 11         |                 |
| 6º   | 12 | Dominique Duchene   | Green Kawa. Deut.    | Kawasaki ZX 9R   | 11   | +18.393   | 10         |                 |
| 7º   | 72 | Steven Casaer       | Yamaha Belgium       | Yamaha YZF R1    | 11   | +18.984   | 9          |                 |
| 8º   | 5  | Frédéric Jond       | Fratelli             | Suzuki GSX 750 R | 11   | +19.039   | 8          |                 |
| 9º   | 6  | Stéphane Jond       | Fratelli             | Suzuki GSX 600 R | 11   | +19.239   | 7          |                 |
| 10º  | 19 | Tom van Wezemael    | Kawasaki Belgium     | Kawasaki ZX 9R   | 11   | +24.302   |            |                 |
| 11º  | 8  | James Ellison       | Castrol Honda        | Honda CBR 600 F  | 11   | +24.673   | 6          |                 |
| 12º  | 7  | Raffaello Fabbroni  | Rumi                 | Honda CBR 900 RR | 11   | +1'07.592 | 5          |                 |
| 13º  | 63 | Israel Sánchez      | Lozano Racing        | Yamaha R6        | 11   | +1'11.797 | 4          |                 |
| 14º  | 4  | Niklas Carlberg     | Lap Power Racing     | Suzuki GSX 750 R | 10   | +1 giro   | 3          |                 |

#### Ritirati
| Nº | Pilota           | Squadra              | Motocicletta     | Giri | Punti qualifica |
| -- | ---------------- | -------------------- | ---------------- | ---- | --------------- |
| 17 | Alexander John   | Shell Motor. Scheibe | Kawasaki ZX 9R   | 5    |                 |
| 20 | Marc Wauters     | Kawasaki Belgium     | Kawasaki ZX 9R   | 2    |                 |
| 24 | Luigi Aljinovic  | GI Motorsport        | Suzuki GSX 750 R | 2    |                 |
| 42 | Benny Jerzenbeck | Yacco Schafer Motor. | Suzuki GSX 750 R | 0    | 3               |